# Nervus trochlearis

Der Nervus trochlearis tritt als einziger Hirnnerv dorsal aus dem Hirn, unmittelbar nach der Kreuzung seiner Fasern (Decussatio trochlearis). Denn der Hirnnervenkern, Nucleus nervi trochlearis (4), liegt auf der Gegenseite (kontralateral).

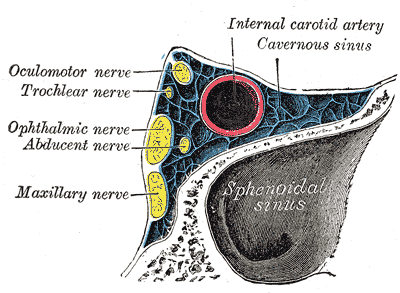
Lage des Nervus trochlearis in der Seitenwand des Sinus cavernosus

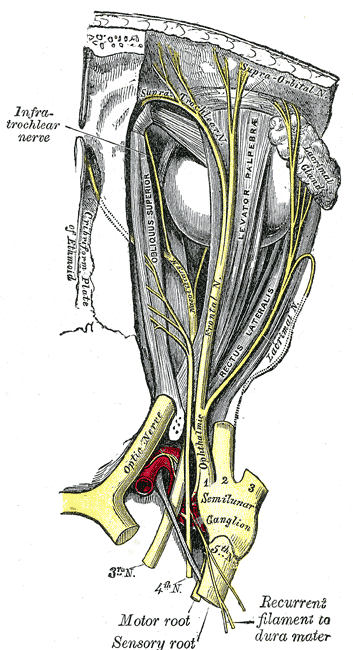
Darstellung von Nerven und Muskeln in der Augenhöhle (Orbitadach entfernt) – der Nervus trochlearis (4; nahe dem Ganglion trigeminale) innerviert einzig einen Augenmuskel, den M. obliquus superior

Der paarige Nervus trochlearis, auch vierter Hirnnerv, N. IV genannt, innerviert den äußeren Augenmuskel Musculus obliquus superior (bei Tieren als Musculus obliquus dorsalis bezeichnet) motorisch und führt in seinem orbitalen Abschnitt auch afferente Fasern von dessen Propriozeptoren (Tiefensensibilität).

## Verlauf
Der Hirnnervenkern des N. trochlearis, der Nucleus nervi trochlearis, liegt im Mittelhirn und schließt sich dem Hauptkern des Nervus oculomotorius kaudal an. Die Fasern steigen vom Trochleariskern in laterokaudaler Richtung ab, ziehen um das zentrale Höhlengrau herum nach dorsal und kreuzen in der Decussatio trochlearis zur Gegenseite, unmittelbar vor ihrem Hirnaustritt. Unterhalb der Colliculi inferiores (bzw. caudales) der Vierhügelplatte und seitlich des Frenulum veli medullaris rostralis (bzw. superioris) tritt der N. trochlearis als einziger Hirnnerv dorsal aus dem Gehirn.
In der Cisterna ambiens des Subarachnoidalraums windet er sich seitlich um den Hirnschenkel (Pedunculus cerebri) an die Basis des Hirnstamms und verläuft hier zwischen der Arteria cerebri posterior und der Arteria superior cerebelli. Etwa in Höhe der Türkensattellehne (Dorsum sellae [turcicae]) durchsetzt er am Rand des Tentoriumschlitzes (Incisura tentorii) die Dura und verläuft in der Seitenwand des venösen Sinus cavernosus. Hier liegt der Nervus trochlearis (N. IV) zwischen dem Nervus oculomotorius (N. III) und dem Nervus ophthalmicus (N. V1).
Nach langem intraduralen und dem längsten intrakraniellen Verlauf aller Hirnnerven verlässt der dünne N. IV die Schädelhöhle beim Menschen durch die Fissura orbitalis superior – bei Nicht-Primaten durch die entsprechende Fissura orbitalis, bei Paarhufern  durch das Foramen orbitorotundum – und zieht über den Anulus tendineus communis hinweg in der Augenhöhle zu dem einzigen von ihm innervierten Muskel. Den orbitalen Verlauf begleiten auch afferente propriozeptive Fasern, die – wie bei den übrigen äußeren Augenmuskeln – über Verbindungen (Anastomosen) mit dem Nervus ophthalmicus zum Ganglion trigeminale gelangen.
Die Sehne des Musculus obliquus superior wird in der Augenhöhle durch einen Rollknorpel in ihrer Zugrichtung abgelenkt. Dieser Rollknorpel (Trochlea) war für den Nerven namensgebend.

## Affektion
Eine Schädigung des Nervus trochlearis führt zur Lähmung des gleichseitigen (ipsilateralen) Musculus obliquus superior (Trochlearisparese). Der Funktionsverlust äußert sich in Einschränkungen der Augenbewegung sowie einem Schielen, welches in Abhängigkeit von Art (ein-, beidseitige Lähmung) und Blickrichtung unterschiedlich ausgeprägt sein kann und mit entsprechenden Doppelbildern (Diplopie) einhergeht.
Das betroffene Auge weicht in diesem Fall nach oben (Hypertropie) und innen (Esotropie) ab. Zudem besteht eine Verrollung um die Sagittalachse nach außen (Exzyklotropie). Doppelbilder treten blickrichtungsabhängig auf, insbesondere vertikale beim Blick nach unten, rotatorische zunehmend bei Blick in Richtung der betroffenen Seite. Der Patient neigt deshalb seinen Kopf kompensatorisch häufig zur Seite des gesunden Auges (Bielschowsky-Phänomen). Dies führt zu einem sogenannten okulären Schiefhals (Kopfzwangshaltung oder Torticollis ocularis).
Bei einer isolierten einseitigen Schädigung des Hirnnervenkerns (Nucleus nervi trochlearis) ist zu beachten, dass infolge der vollständigen Kreuzung der Nervenbahnen jeweils allein der gegenseitige (kontralaterale) Muskel betroffen ist.
Eine Kompression des Nerven auf seiner intraduralen Verlaufsstrecke ist auch durch benachbarte arterielle Gefäße wie die hintere Großhirnschlagader (A. cerebri posterior) oder die obere Kleinhirnschlagader (A. cerebelli superior) möglich, was zum seltenen Bild einer Obliquus-superior-Myokymie führen kann (Nervenkompressionssyndrom).
Zur Differentialdiagnose einer angeborenen Trochlearisparese zählen auch Entwicklungsanomalien, bei denen der obere schräge Augenmuskel fehlgebildet oder seine Muskelmasse im Rahmen eines kongenitalen kranialen Fehlinnervations-Syndroms bei Fehlen eines Nervus trochlearis verkümmert ist. Die mit diesen seltenen Krankheitsbildern einhergehenden Formen angeborenen Schielens werden klinisch als dekompensierter Strabismus sursoadductorius beschrieben.